# Tord de cap taronja
El tord de cap taronja (Geokichla citrina) és un ocell de la família dels túrdids (Turdidae).

## Hàbitat i distribució
Habita boscos, sovint de ribera, vegetació secundària i terres de conreu, localment a turons i muntanyes, des del nord de Pakistan i de l'Índia, sud i est de la Xina, Hainan, Tailàndia, Laos, Cambodja, sud del Vietnam i Malaca. Illes Andaman i Nicobar, Sumatra, Java, Bali i nord de Borneo.